# 体育公园站 (赫尔辛基地铁)
体育公园地铁站（芬蘭語：Urheilupuiston metroasema），是芬兰赫爾辛基地鐵西线地铁延展线上的地下车站。该站位于塔皮奧拉区西部，草地丘站东边1.1公里、塔皮奥拉站西边1.3公里处。

## 图集

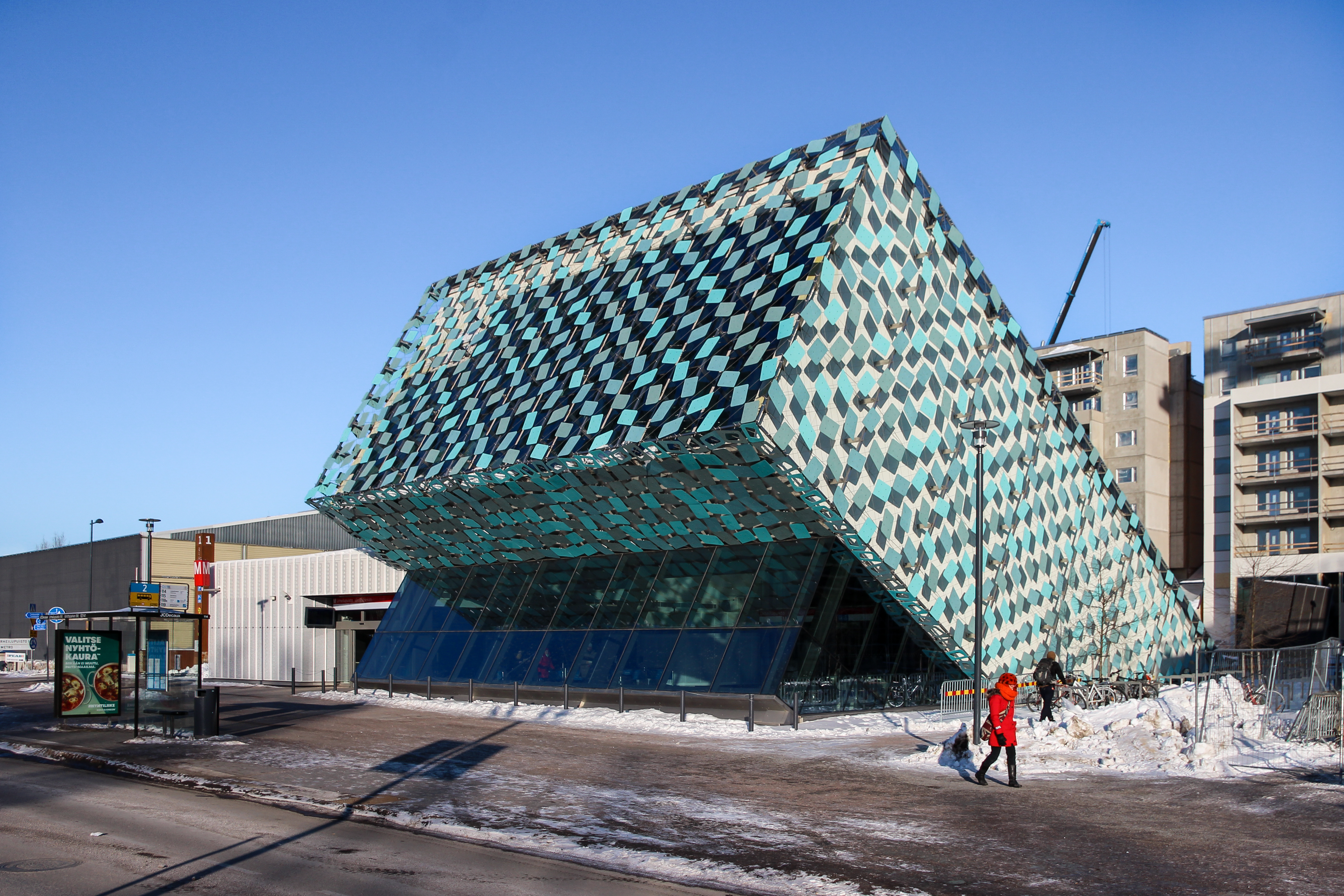
2018年2月时的入口
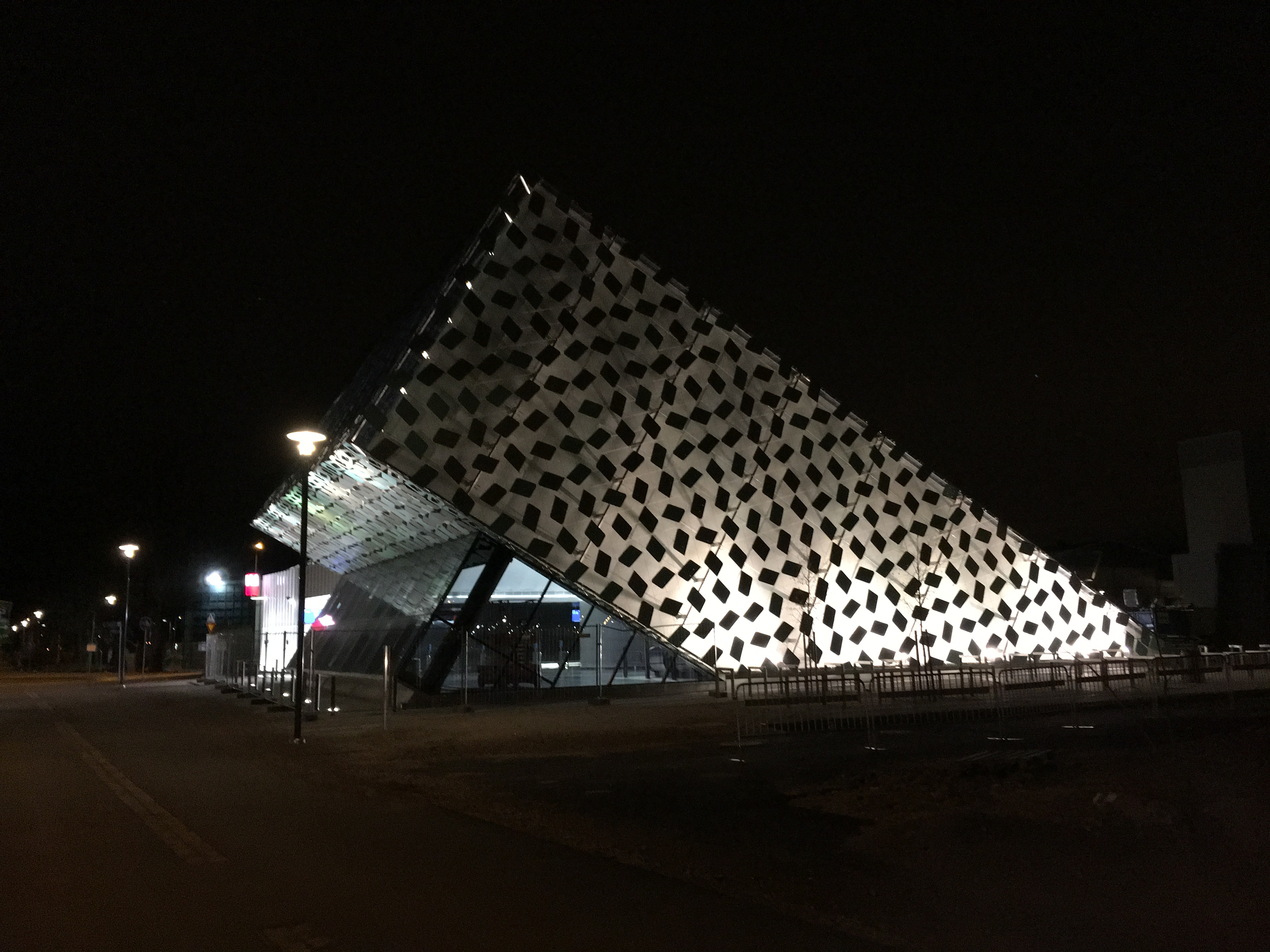
入口夜景
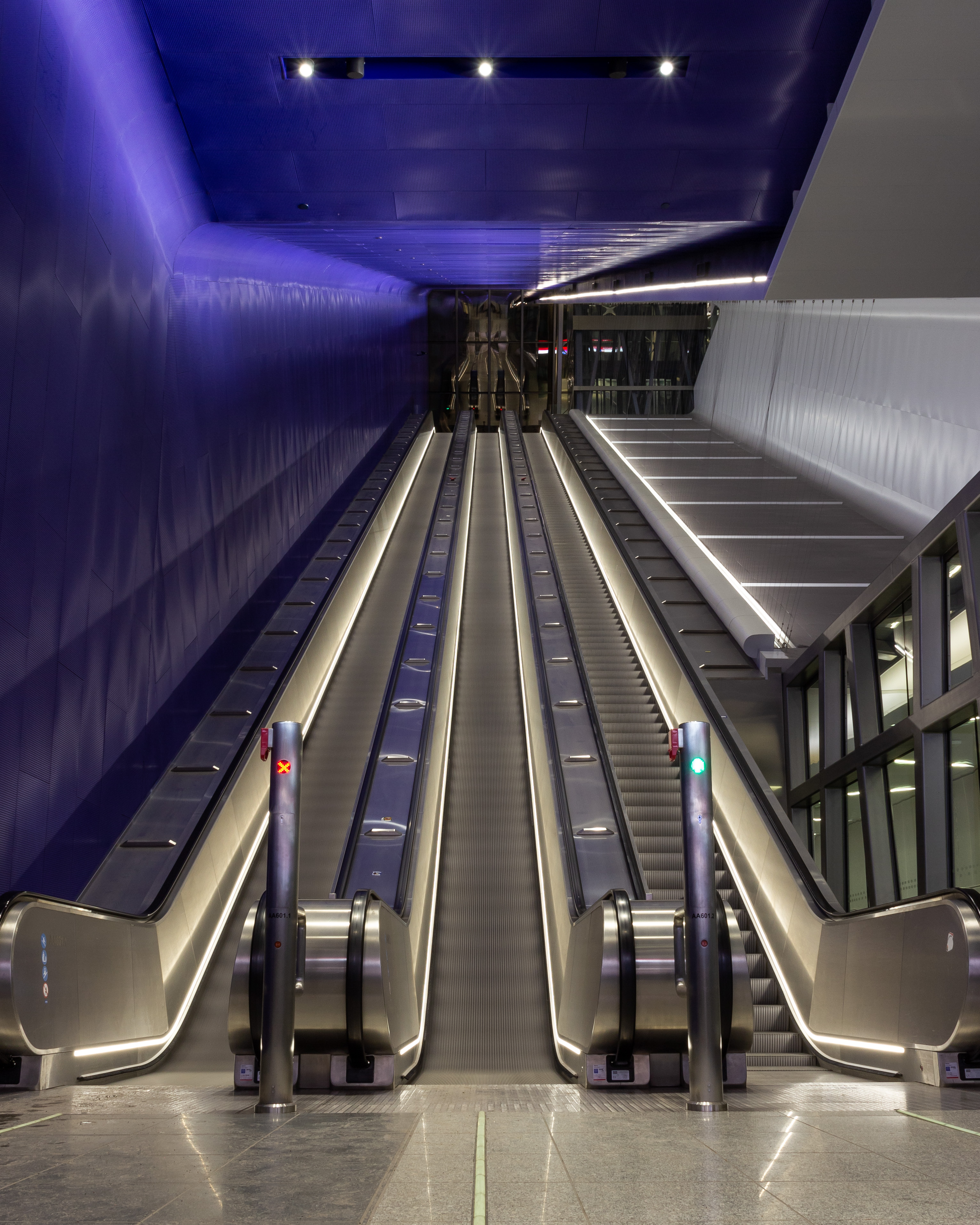
扶梯